# 제21회 골든 래즈베리상
제21회 골든 래즈베리상은 2000년 영화를 대상으로 2001년 3월에 열린 시상식이다. 산타모니카, 헌틀리호텔에서 개최되었다.

## 수상 및 후보

### 최악의 작품상
- 배틀필드 수상
- 블레어 윗치 2 - 어둠의 경전
- 고인돌 가족 2
- 리틀 니키
- 넥스트 베스트 씽

### 최악의 남우주연상
- 배틀필드 - 존 트라볼타 수상
- 비치 - 레오나르도 디카프리오
- 리틀 니키 - 아담 샌들러
- 겟 카터 - 실베스타 스탤론
- 6번째 날 - 아놀드 슈왈제네거

### 최악의 여우주연상
- 넥스트 베스트 씽 - 마돈나 수상
- 블레스 더 차일드 - 킴 베이싱어
- 꿈꾸는 아프리카 - 킴 베이싱어
- 세실 B. 디멘티드 - 멜라니 그리피스
- 그녀가 위대하지 않나요 - 베트 미들러
- 패션 오브 마인드 - 데미 무어

### 최악의 남우조연상
- 배틀필드 - 배리 페퍼 수상
- 고인돌 가족 2 - 스티븐 볼드윈
- 왓쳐 - 키아누 리브스
- 6번째 날 - 아놀드 슈왈제네거
- 배틀필드 - 포레스트 휘태커

### 최악의 여우조연상
- 배틀필드 - 켈리 프레스톤 수상
- 리틀 니키 - 패트리샤 아퀘트
- 고인돌 가족 2 - 조안 콜린스
- 미션 임파서블 2 - 탠디 뉴튼
- 록키와 불윙클 - 르네 루소

### 최악의 감독상
- 배틀필드 - 로저 크리스티안 수상
- 블레어 윗치 2 - 어둠의 경전 - 조 벨링거
- 리틀 니키 - 스티븐 브릴
- 미션 투 마스 - 브라이언 드팔마
- 넥스트 베스트 씽 - 존 슐레진저

### 최악의 각본상
- 배틀필드 수상
- 블레어 윗치 2 - 어둠의 경전
- 그린치
- 리틀 니키
- 넥스트 베스트 씽

### 최악의 속편상
- 블레어 윗치 2 - 어둠의 경전 수상
- 그린치
- 고인돌 가족 2
- 미션 임파서블 2
- 겟 카터

### 최악의 커플상
- 배틀필드 - 존 트라볼타 & 다른 모든 출연자 수상
- 블레어 윗치 2 - 어둠의 경전 - 등장하는 모든 커플
- 뉴욕의 가을 - 리차드 기어 & 위노나 라이더
- 넥스트 베스트 씽 - 마돈나 & 루퍼트 에버렛/벤자민 브랫
- 6번째 날 - 아놀드 슈왈제네거 & 복제 아놀드 슈왈제네거

## 같이 보기
- 제73회 아카데미상
- 제54회 영국 아카데미 영화상
- 제58회 골든 글로브상
- 제7회 미국 배우 조합상